# Euploea algea
Espèce
Euploea algea est un insecte lépidoptère de la famille des Nymphalidae, de la sous-famille des Danainae et du genre Euploea.

## Dénomination
Euploea algea a été nommé par Godart en 1819.

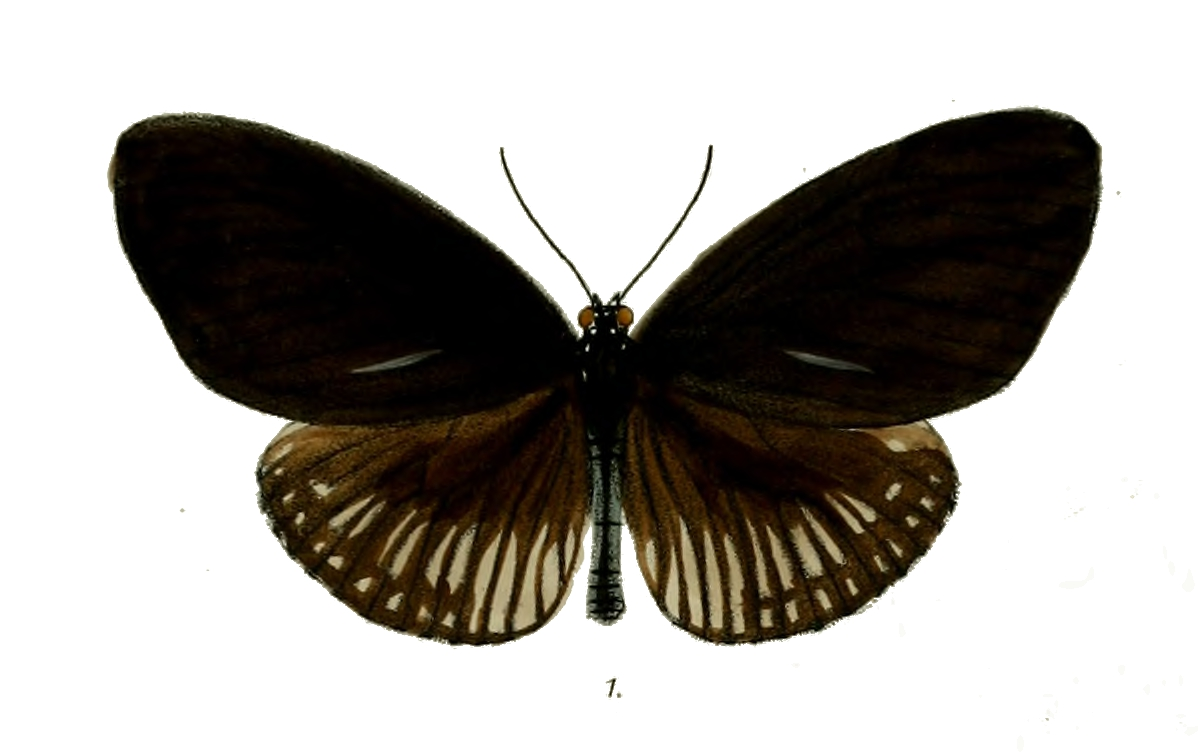
Euploea algea menetriesii

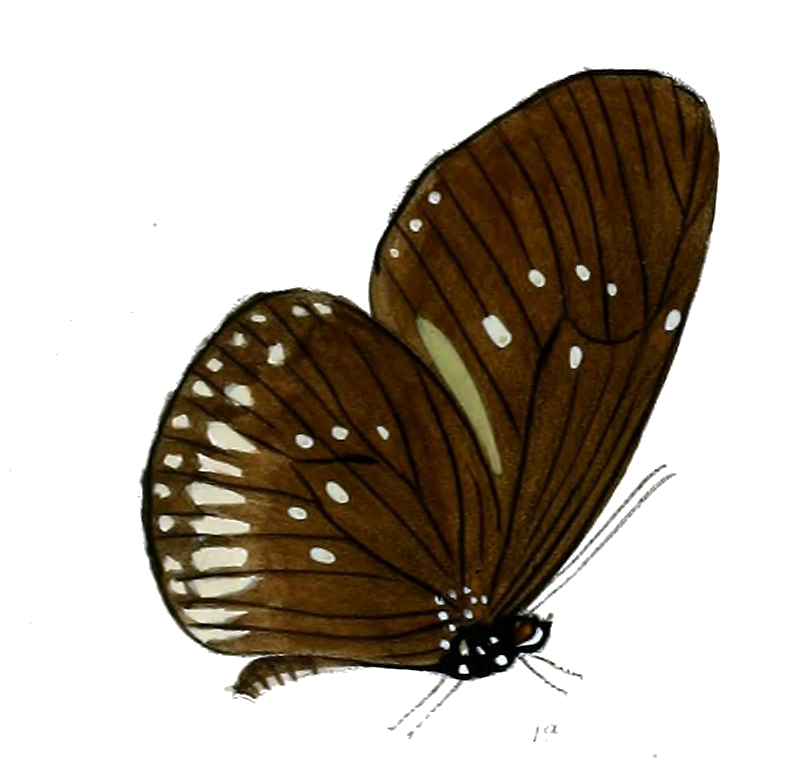
revers de Euploea algea limborgii

### Sous-espèces

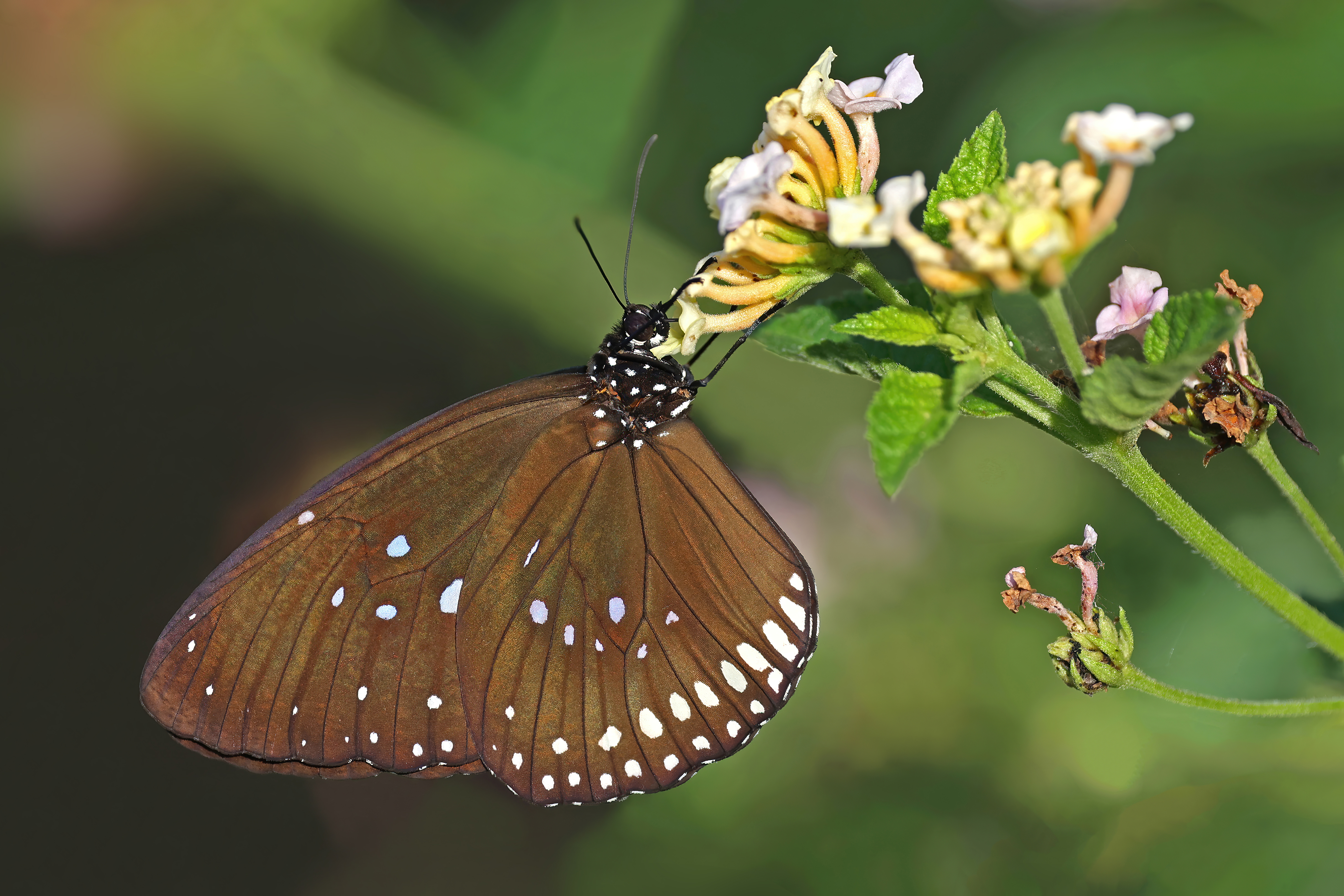
Euploea algea menetriesii en Thaïlande. Avril 2022.

- Euploea algea aglaina (Fruhstorfer, 1910)
- Euploea algea helcita (Boisduval, 1859) ou Euploea helcita en Nouvelle-Calédonie.
- Euploea algea abjecta (Butler, 1866) Outcast Crow présent à Palau.
- Euploea algea amycus (Miskin, 1890) présent en Australie.
- Euploea algea ancile (Fruhstorfer, 1910)
- Euploea algea cissia (Fruhstorfer, 1910)
- Euploea algea corvina (Fruhstorfer, 1898) présent en Indonésie.
- Euploea algea cyllene (Staudinger, 1889)
- Euploea algea deione (Westwood, 1848) présente en Inde.
- Euploea algea diana (Butler, 1866)
- Euploea algea eleutho (Godart, 1919) présent à l'ile de Guam
- Euploea algea eleutheria (Fruhstorfer, 1910)
- Euploea algea epiphaneia (Fruhstorfer, 1910) dans l'ouest de Sumatra.
- Euploea algea fruhstorferi (Röber, 1897)
- Euploea algea horsfieldii (C. & R. Felder, 1865)
- Euploea algea kheili (Weymer, 1885)
- Euploea algea lachrymosa (Grose-Smith, 1894)
- Euploea algea laodikeia (Fruhstorfer, 1910)
- Euploea algea limborgii (Moore, 1879) présent en Thaïlande.
- Euploea algea maura (Hopffer, 1874)
- Euploea algea megaera (Butler, 1866)
- Euploea algea menetriesii (C. & R. Felder, 1860) dans toute la péninsule Indochinoise et en Malaisie.
- Euploea algea menodice (Fruhstorfer, 1910)
- Euploea algea pasina (Fruhstorfer, 1906)
- Euploea algea sacerdos (Butler, 1883)
- Euploea algea sapitana (Fruhstorfer, 1898)
- Euploea algea seitzi (Hagen, 1898)
- Euploea algea tenebrosa (Grose-Smith, 1894)
- Euploea algea tombugensis (Fruhstorfer, 1899)
- Euploea algea transpectus (Moore, 1883)
- Euploea algea  wallengreni (C. & R. Felder, 1865)
- Euploea algea wiskotti (Röber, 1887)
- Euploea algea zonata (Druce, 1873) à Bornéo[1].

## Nom vernaculaire
Euploea algea se nomme en anglais Long Branded Blue Crow ou Outcast Crow,.

## Description
Ce grand papillon marron clair d'une envergure de 60 à 70 mm suivant les sous-espèces, présente un dessus avec des ailes antérieures suivant les sous-espèces avec de petites taches bleu métallique à totalement bleu métallique. 
Le revers est marron clair parsemé de petits points blancs en quantité différente suivant les sous-espèces.

### Chenille
Elle est marron avec bandes blanches et noires sur le dos.

## Biologie

### Plantes hôtes
Les plantes hôtes de sa chenille sont des Ficus dont  Ficus tinctoria, Cynanchum et Ichnocarpus frutescens,.

## Écologie et distribution
Euploea algea est présent en Asie du sud-est (Inde, sud de la Birmanie, Thaïlande, Malaisie) et en Océanie des iles Moluques à l'Australie.

### Protection
Euploea algea abjecta présent aux Palaos et Euploea algea eleutho  présent à l'ile de Guam sont déclarés vulnérables,.